# Elena Gaskell
Elena Gaskell (* 17. September 2001 in Vernon (British Columbia)) ist eine kanadische Freestyle-Skierin. Sie startet in den Disziplinen Halfpipe, Slopestyle und Big Air.

## Werdegang
Gaskell nimmt seit 2014 an Wettbewerben der FIS und der AFP World Tour teil. Dabei siegte sie in der Saison 2014/15 bei der Canadian Open Tour in Calgary und in Silver Star jeweils im Slopestyle und in der Saison 2015/16 in Whistler und in Calgary. Im Februar 2017 gewann sie bei den Aspen Snowmass Open den Slopestyle-Wettbewerb und debütierte in Québec im Freestyle-Skiing-Weltcup, das sie auf dem 16. Platz im Slopestyle beendete. Nach Platz vier im Slopestyle bei den Juniorenweltmeisterschaften 2018 in Cardrona holte sie im September 2018 dort im Big Air ihren ersten Weltcupsieg. Es folgten drei Top-Zehn-Platzierungen, darunter Platz drei im Big Air in Québec und gewann damit den Big-Air-Weltcup. Beim Saisonhöhepunkt, den Weltmeisterschaften 2019 in Park City, belegte sie den 15. Platz im Big Air. Bei den Winter-X-Games 2019 in Aspen wurde sie Siebte im Big Air und bei den X-Games Norway 2019 Sechste im Big Air.

## Erfolge

### Weltmeisterschaften
- Park City 2019: 15. Big Air

### Weltcupsiege
Gaskell errang im Weltcup bisher vier Podestplätze, davon 1 Sieg:
| Datum             | Ort      | Land       | Disziplin |
| ----------------- | -------- | ---------- | --------- |
| 7. September 2018 | Cardrona | Neuseeland | Big Air   |

### Weltcupwertungen
| Saison  | Gesamt | Gesamt | Big Air | Big Air | Slopestyle | Slopestyle |
| Saison  | Platz  | Punkte | Platz   | Punkte  | Platz      | Punkte     |
| ------- | ------ | ------ | ------- | ------- | ---------- | ---------- |
| 2016/17 | 170.   | 3      | -       | -       | 43.        | 15         |
| 2017/18 | 54.    | 25,71  | 10.     | 45      | 8.         | 180        |
| 2018/19 | 19.    | 42     | 1.      | 210     | 29.        | 29         |
| 2019/20 | 60.    | 22,8   | 14.     | 40      | 8.         | 114        |

### Winter-X-Games
- Winter-X-Games 2019: 7. Big Air
- X-Games Norway 2019: 6. Big Air
- Winter-X-Games 2022: 6. Big Air